# 高橋源一郎
高橋 源一郎（たかはし げんいちろう、1951年1月1日 - ）は、日本の小説家、文芸評論家。明治学院大学名誉教授。
散文詩的な文体で言語を異化し、教養的なハイカルチャーからマンガ・アニメ・テレビといった大衆文化までを幅広く引用した、パロディやパスティーシュを駆使する前衛的な作風。日本のポストモダン文学を代表する作家の一人である。

## 経歴

### 生い立ち、大学紛争
広島県尾道市の母の実家に生まれる。母親はオートバイ＆自転車販売会社の一人娘で、東宝の「第一期ニューフェイス」に合格したが、祖父の反対で諦め、結婚した。1歳まで大阪で鉄工所を営む父の実家にておもに祖母（佐々木哲蔵の姉）の手で育てられた。帝塚山の父の実家は、家族全員にひとりずつ女中がつき、女中たちをまとめる女中頭までいたほど豊かな家だった。尾道市立土堂小学校2年の頃、父の経営していた鉄工所が倒産し、ヤクザの取り立てから逃れて東京に夜逃げし、東池袋に間借りして、母が銀座に勤めに出て家計を支えた。
1959年、東京の大泉学園に移り住む。練馬区立大泉東小学校に入学するも、尾道に戻り、土堂小学校に転校し直す。1960年、東京の千歳船橋に移り住む。世田谷区立船橋小学校に転校。
1963年4月、麻布中学校に入学。
父親が失踪したため母親の実家のある尾道市へ引っ越すも、父方の祖母の意向ですぐに関西に引っ越し、1964年1月、灘中学校に転入。このころ鮎川信夫、谷川雁、鈴木志郎康等の現代詩を読み、感銘を受ける。同級生の竹信悦夫から多大な影響を受けた。
1966年4月、灘高等学校に入学。高校時代より無党派のデモに参加。
1969年、東京大学を受験する予定だったが、東大紛争による入試の中止により京都大学を受験して失敗、二期校である横浜国立大学経済学部に入学した。しかし同大学の授業を面白いとは感じなかった。また、大学紛争中のストライキによりほとんど授業が行われなかった。そして、活動家として街頭デモなどに参加する日々を送る。同年11月、学生運動に加わって凶器準備集合罪で逮捕される。
1970年2月、起訴され8月まで東京拘置所で過ごす。その体験が原因で一種の失語症となり、書くことや読むことが思うようにいかなくなる。
1972年夏、土木作業のアルバイトを始め、鉄工所や化学工場、土建会社などの肉体労働に10年ほど従事する日々を送る。
1977年3月、大学を除籍になる。この頃、ハイセイコーの弥生賞を偶然テレビで見たことがきっかけとなり、競馬に熱中するようになった。

### 小説家に
1979年1月8日放送の「松山千春のオールナイトニッポン」（ゲスト：中島みゆき、さだまさし）に触発され、文章を書くことを再開する。
1980年、『すばらしい日本の戦争』を第24回群像新人文学賞に応募し翌1981年、最終候補作3編のうちの1作に選ばれるが落選。『群像』6月号に掲載された選評では、瀬戸内寂聴を除く全選考委員から酷評される。このときに担当した編集者に勧められて長編小説の執筆を開始し、『さようなら、ギャングたち』を第4回群像新人長篇小説賞へ応募。この年、本賞受賞作はなく、優秀作に選ばれて1981年12月号に掲載され、『海燕』1982年3月号において吉本隆明から高評価を受け、1982年10月に講談社より刊行された。
1984年8月、『虹の彼方に（オーヴァー・ザ・レインボウ）』を中央公論社より刊行。
1985年1月、『すばらしい日本の戦争』に手を加えた『ジョン・レノン対火星人』を角川書店より刊行し、『さようなら、ギャングたち』と合わせて初期三部作とする。
1986年、山川直人監督の映画『ビリィ★ザ★キッドの新しい夜明け』の原案を担当。
1987年、ジェイ・マキナニーの『ブライト・ライツ、ビッグ・シティ』を翻訳、ベストセラーとなった。
1988年、『優雅で感傷的な日本野球』により第1回三島由紀夫賞を受賞。
1990年の『惑星P-13の秘密』以降は1997年の『ゴーストバスターズ』まで小説の発表がなく、エッセイ、時評などを中心に執筆した。
1991年、湾岸戦争への自衛隊派遣に抗議し、柄谷行人、中上健次、津島佑子、田中康夫らと共に『湾岸戦争に反対する文学者声明』を発表した。
1997年より『群像』に『日本文学盛衰史』の連載を開始し、2001年5月に刊行。翌年伊藤整文学賞小説部門を受賞した（同年の評論部門は三浦雅士が『青春の終焉』（2001年9月）にて受賞している）。
2001年12月、『批評空間』第3期第2号に絓秀実『「帝国」の文学―戦争と「大逆」の間』（以文叢書、2001年7月）の書評「『大逆』と明治」を発表。翌2002年1月に『批評空間』のWebサイト『Web CRITIQUE』上で高橋の書評に対するすがの批判、高橋の応答、すがの再応答が掲載されることとなった。
『日本文学盛衰史』以降は朝日新聞の夕刊に連載していた『官能小説家』（朝日新聞社、2002年1月）、『すばる』にて連載していた「ミヤザワケンジ全集」をまとめた『ミヤザワケンジ・グレーテストヒッツ』（集英社、2005年4月）など文学者を題材にした小説を多く発表している
2005年には親交のある批評家・加藤典洋から「言語表現法」講義の担当を受け渡される形で、明治学院大学国際学部教授に就任した。
2008年、小林多喜二の『蟹工船』が再脚光を浴びたのは、同年1月9日に毎日新聞東京本社版の朝刊文化面に掲載された、高橋と雨宮処凛との対談がきっかけになったといわれる。
2011年4月から2016年3月まで、朝日新聞論説面に『論壇時評』を月一回、月末に連載。
2012年、『さよならクリストファー・ロビン』（新潮社、2012年4月）により第48回谷崎潤一郎賞を受賞。2019年1月、YouTubeチャンネルを開設。
2019年3月、第70回NHK放送文化賞受賞。また、同月に14年間勤務した明治学院大学を定年退職した。
現在、すばる文学賞、野間文芸賞、中原中也賞、萩原朔太郎賞選考委員。また日本テレビ放送番組審議会委員も務める。

### 競馬評論家として
競馬好きとしても知られる。競馬を始めたきっかけは「大学を除籍になった頃にハイセイコーの弥生賞を偶然テレビで見たこと」という。
1988年には、前述の通り三島賞の賞金を全額日本ダービーに出走するメジロアルダンの馬券に突っ込んで使い果たすが、それが契機となり、同年11月にサンケイスポーツ東京本社版の競馬面で予想コラム「こんなにはずれちゃダメかしら」を連載開始。2016年現在も連載継続中で、実に25年以上に渡る長期連載となっている。同紙が母体の競馬雑誌『週刊Gallop』にも、日本ダービーなどの大レースを中心に時折観戦記を寄せているほか、『週刊Gallop』が主催する「Gallopエッセー大賞」でも審査員を務める。
1990年代よりテレビの競馬関連の番組にも進出。『スポーツうるぐす』（日本テレビ）では、司会の江川卓と予想対決を繰り広げたほか、『スーパー競馬』および『ドリーム競馬 KOKURA』（テレビ西日本制作分）ではゲストとして度々出演。盟友だった佐藤征一アナウンサーが定年の関係もあって番組の表から遠ざかった後は、コメンテーター的司会として毎回出演するようになったが、2007年2月11日の放送を最後に藤城真木子ともども降板した。
ただ、現在では「ファンは柵の向こう側に行ってはだめだ」として、本業の作家業を優先しており、競馬場に行くのは「ダービーと有馬記念の時ぐらい」にまで減っているという。

### 結婚歴
4度の離婚歴と5度の結婚歴がある。子どもは5人。1人目の妻との間に儲けた長女はフリーライターの橋本麻里（1972年誕生）。2人目の妻との間に長男（1973年誕生）がいる。3人目の妻 (1985年-1999年) は谷川直子。しかし女性作家の室井佑月と不倫関係になって谷川とは離婚。その直後に再婚して4人目の妻（1999年-2001年）となった室井佑月との間には男児（2000年誕生）をもうけたが、高橋の不倫を機に離婚。2015年現在、5人目の妻 (2003年- ) との間には男児2人（2004年、2006年誕生）がいる。

## エピソード
- 選択的夫婦別姓制度を支持する。妻は高橋を「タカハシさん」と呼ぶ[27]。

## 著書

### 小説
- 『さようなら、ギャングたち』（1982年、講談社/1985年、講談社文庫/1997年、講談社文芸文庫）
- 『虹の彼方に』（1984年、中央公論新社/1988年4月、新潮文庫/2006年11月、講談社文芸文庫）
- 『ジョン・レノン対火星人』（1985年、角川書店/1988年10月、新潮文庫/2004年4月、講談社文芸文庫）
- 『優雅で感傷的な日本野球』（1988年、河出書房新社/1991年4月、河出文庫/2006年6月、河出文庫【新装版】）
- 『ペンギン村に陽は落ちて』（1989年、集英社/1992年8月、集英社文庫/2010年6月、ポプラ文庫）
- 『惑星P-13の秘密 二台の壊れたロボットのための愛と哀しみに満ちた世界文学』（1990年、角川書店/1992年10月、角川文庫）
- 『ゴーストバスターズ 冒険小説』（1997年、講談社/2000年11月、講談社文庫/2010年4月、講談社文芸文庫）
- 『あ・だ・る・と』（1999年、主婦と生活社/2002年1月、集英社文庫）
- 『日本文学盛衰史』（2001年、講談社/2004年6月、講談社文庫）
- 『ゴヂラ』（2001年、新潮社）
- 『官能小説家』（2002年、朝日新聞社/2005年5月、朝日文庫）
- 『君が代は千代に八千代に』（2002年、文藝春秋/2005年9月、文春文庫/2023年12月、講談社文芸文庫）
- 『性交と恋愛にまつわるいくつかの物語』（2005年、朝日新聞社/2010年11月、朝日文庫）
- 『ミヤザワケンジ・グレーテストヒッツ』（2005年、集英社/2010年10月）
- 『いつかソウル・トレインに乗る日まで』（2008年、集英社）
- 『「悪」と戦う』（2010年、河出書房新社/2013年6月、河出文庫）
- 『恋する原発』（2011年、講談社/2017年3月、河出文庫）
- 『さよならクリストファー・ロビン』（2012年、新潮社）
- 『銀河鉄道の彼方に』（2013年、集英社/2017年8月、集英社文庫）
- 『動物記』（2015年、河出書房新社）
- 『ゆっくりおやすみ、樹の下で』（2018年、朝日新聞出版）
- 『今夜はひとりぼっちかい？　日本文学盛衰史　戦後文学篇』（2018年、講談社）
- 『DJヒロヒト』（2024年、新潮社）

### 随筆・評論など
- 『ぼくがしまうま語をしゃべった頃』（1985年、宝島社）のち新潮文庫
- 『ジェイムス・ジョイスを読んだ猫』（1987年、講談社）のち文庫
- 『文学がこんなにわかっていいかしら』（1989年、福武書店）のち文庫
- 『追憶の一九八九年』（1990年、スイッチ書籍出版部）のち角川文庫
- 『競馬探偵の憂鬱な月曜日』（1991年、ミデアム出版社）
- 『文学じゃないかもしれない症候群』（1992年　朝日新聞社）のち文庫
- 『競馬探偵のいちばん熱い日』（1993年、ミデアム出版社）
- 『文学王』（1993年、ブロンズ新社）のち角川文庫
- 『平凡王』（1993年、ブロンズ新社）のち角川文庫
- 『正義の見方 世の中がこんなにわかっていいかしら』（1994年、徳間書店）
- 『競馬探偵の逆襲』（1995年、ミデアム出版社）
- 『これで日本は大丈夫 正義の見方2』（1995年、徳間書店）
- 『競馬漂流記』（1996年、ミデアム出版社）
- 『こんな日本でよかったら』（1996年、朝日新聞社）
- 『タカハシさんの生活と意見』（1996年、東京書籍）
- 『いざとなりゃ本ぐらい読むわよ』（1997年、朝日新聞社）
- 『文学なんかこわくない』（1998年、朝日新聞社）のち文庫
- 『即効ケイバ源一郎の法則 勝者のセオリー・敗者のジンクス』（1998年、青春出版社）
- 『競馬探偵T氏の事件簿』（1998年、読売新聞社）
- 『退屈な読書』（1999年、朝日新聞社）
- 『もっとも危険な読書』（2001年、朝日新聞社）
- 『一億三千万人のための小説教室』岩波書店〈岩波新書〉、2002年6月。ISBN 4004307864。全国書誌番号:20299676。
- 『人に言えない習慣、罪深い愉しみ - 読書中毒者の懺悔』（2003年、朝日文庫）
- 『私生活』（2004年、集英社インターナショナル）
- 『読むそばから忘れていっても 1983-2004マンガ、ゲーム、ときどき小説』（2005年、平凡社）
- 『ニッポンの小説 - 百年の孤独』（2007年、文藝春秋）のちちくま文庫
- 『おじさんは白馬に乗って』（2008年、講談社）
- 『大人にはわからない日本文学史』（ことばのために）（2009年、岩波書店）
- 『13日間で「名文」を書けるようになる方法』（2009年、朝日新聞出版）のち文庫
- 『さよなら、ニッポン ニッポンの小説2』（2011年、文藝春秋）
- 『「あの日」からぼくが考えている「正しさ」について』（2012年、河出書房新社）
- 『非常時のことば 震災の後で』（2012年、朝日新聞出版）
- 『国民のコトバ』（2013年、毎日新聞社）
- 『ぼくらの文章教室』（2013年、朝日新聞出版）
- 『101年目の孤独――希望の場所を求めて』（2013年、岩波書店）
- 『還暦からの電脳事始(デジタルことはじめ)』（2014年、毎日新聞社）
- 『「あの戦争」から「この戦争」へ　ニッポンの小説3』（2014年、文藝春秋）
- 『デビュー作を書くための超「小説」教室』（2015年、河出書房新社）
- 『ぼくらの民主主義なんだぜ』（2015年、朝日新書　朝日新聞連載「論壇時評」の担当開始から2015年3月分までをまとめたもの）
- 『丘の上のバカ―ぼくらの民主主義なんだぜ2』（2016年、朝日新書　「論壇時評」の2015年4月分から2016年3月の担当終了分までをまとめ、更に表題作他を追加したもの）
- 『ぼくたちはこの国をこんなふうに愛することに決めた』（2017年、集英社）
- 『お釈迦さま以外はみんなバカ』（2018年、集英社インターナショナル新書）
- 『答えより問いを探して 17歳の特別教室』（2019年、講談社)/改題『5と3/4時間目の授業(2022年、講談社文庫)
- 『一億三千万人のための『論語』教室』 (2019年、河出新書)
- 『誰にも相談できません みんなのなやみ ぼくのこたえ』（2020年、朝日新聞出版）
- 『学びのきほん 「読む」って、どんなこと?』（2020年、NHK出版）
- 『たのしい知識――ぼくらの天皇(憲法)・汝の隣人・コロナの時代』（2020年、朝日新書）
- 『「ことば」に殺される前に』（2021年、河出新書）
- 『これは、アレだな』(2022年、毎日新聞出版)
- 『居場所がないのがつらいです　みんなのなやみ　ぼくのこたえ』(2022年、毎日新聞出版)
- 『ぼくらの戦争なんだぜ』(2022年、朝日新書)
- 『高橋源一郎の飛ぶ教室　はじまりのことば』岩波書店〈岩波新書〉、2022年11月。ISBN 9784004319481。
- 『高橋源一郎の飛ぶ教室2 ラジオの，光と闇』(2025年、岩波新書)

### 共編著
- 『スポーツうるぐす「夢競馬」奮戦記』（江川卓・高橋直子共著、1997年、日本テレビ放送網株式会社）
- 『日本の名随筆 競馬』（1997年、作品社）
- 『この官能小説がスゲェ! ベストセレクション』（高橋源一郎と官能小説研究会編、2002年、ベストセラーズ）
- 『21世紀文学の創造別巻 日本語を生きる』（谷川俊太郎・平田俊子共著、2003年、岩波書店）
- 『顰蹙文学カフェ』（山田詠美共著、2008年、講談社）
- 『言葉の見本帖』（荒川洋治・加藤典洋・関川夏央・平田オリザ共編著、2009年、岩波書店）
- 『柴田さんと高橋さんの「小説の読み方、書き方、訳し方」』（柴田元幸共著、2009年、河出書房新社）
- 『沈む日本を愛せますか?』『どんどん沈む日本をそれでも愛せますか？』（内田樹共著、2010・12年、ロッキング・オン）
- 『吉本隆明がぼくたちに遺したもの』（加藤典洋共著、2013/5/10、岩波書店)
- 『弱さの思想: たそがれを抱きしめる』（辻信一との対談、2014/2/20、大月書店)
- 『民主主義ってなんだ？』（自由と民主主義のための学生緊急行動主宰メンバーたちとの対談、2015年9月、河出書房新社）
- 『現代作家アーカイヴ1: 自身の創作活動を語る』（古井由吉・瀬戸内寂聴共著、平野啓一郎編、飯田橋文学会編、2017年、東京大学出版会）
- 『「雑」の思想：世界の複雑さを愛するために』（辻信一共編、2018年、大月書店）
- 『「あいだ」の思想：セパレーションからリレーションへ』（辻信一共編、2021年、大月書店）
- 『この30年の小説、ぜんぶ　読んでしゃべって社会が見えた』(斎藤美奈子共著、2021年、河出書房新社)

### 詩など
- 『泳ぐ人』（操上和美写真、1984年、冬樹社）
- 『朝、起きて、君には言うことが何もないなら Tokio feminites』（英隆写真、1986年、講談社）
- 網浜直子写真集 ラヴレター（山岸伸撮影、1994年、風雅書房）

### 翻訳
- ジェイ・マキナニー『ブライト・ライツ、ビッグ・シティ』（1987年、新潮社）のち文庫
- 『ロンメル進軍 - リチャード・ブローティガン詩集』1991年、思潮社）
- マーカス・フィスター『こっちをむいてよ、ピート!』（1995年、講談社「世界の絵本」）
- ジョン・ロウ『あかちゃんカラスはうたったよ』（1996年、講談社「世界の絵本」）
- マーカス・フィスター『ピートとうさんとティムぼうや』（1996年、講談社「世界の絵本」）
- ラドヤード・キプリング文、ジョン・ロウ絵『アルマジロがアルマジロになったわけ』（1998年、講談社「世界の絵本」）
- ジョン・ロウ『まっくろスマッジ』（2000年、講談社「世界の絵本」）

## メディア出演

### 映画
- つぐみ（1990年）-　ケーキ屋店長
- 今日子と修一の場合（2013年） - 高島彰 役

### テレビ
- スポーツうるぐす（日本テレビ）
- ドリーム競馬 KOKURA（2001年 - 2007年、テレビ西日本制作分）
- スタジオパークからこんにちは（2010年8月27日、NHK総合）
- 報道ステーション（2012年8月16日、テレビ朝日）
- にほん風景物語（2013年10月 - 2015年3月、BS朝日）- 旅人
- NHKアーカイブス ディープインパクト 無敗の三冠馬（2014年4月20日、NHK総合）
- 平成教育委員会（フジテレビ）
- サンデーモーニング（2015年7月26日・8月9日、TBSテレビ）
- カルテット（2017年、TBSテレビ） - 綿来欧太郎 役
- dele（2018年8月10日、テレビ朝日）第3話  -浦田文雄 役
- ETV特集「子どもたちのために（マジ時々笑）」（2022年12月17日、NHK Eテレ）[28]

### ラジオ
- すっぴん!（2012年4月6日 - 2020年3月13日  NHKラジオ第1放送　金曜日パーソナリティ）
- 高橋源一郎の飛ぶ教室（2020年4月3日よりNHKラジオ第1放送、パーソナリティー[29]）

### CM
- ソニー ワープロ PRODUCE（1988年）

### ネット番組
- ポリタスTV（YouTube、2021年7月13日）